# ليتشيل (باد كاليه)
ليتشيل، باد كاليه (بالفرنسية: Léchelle, Pas-de-Calais)‏ هي بلدية تقع في إقليم باد كاليه من منطقة نور با دو كاليه في شمال فرنسا. تبلغ مساحة هذه المدينة 3.75 (كم²)، وترتفع عن سطح البحر 115 م، يبلغ عدد سكانها 59 نسمة حسب إحصاء المعهد الوطني للإحصاء والدراسات الاقتصادية سنة 2009 م. وترأس Gabriel Trannin البلدية خلال فترة (2008-2014).